# Singuilucan
Singuilucan là một đô thị thuộc bang Hidalgo, México. Năm 2005, dân số của đô thị này là 13143 người.